# راندال بي هندرسون جونيور
راندال بي هندرسون جونيور (بالإنجليزية: Randall P. Henderson Jr.)‏ هو شخصية أعمال أمريكي، ولد في 3 أغسطس 1952 في كارولاينا الشمالية في الولايات المتحدة.